# Il colore della magia
Il colore della magia (The Colour of Magic) è il primo romanzo fantasy comico dello scrittore britannico Terry Pratchett della serie del Mondo Disco e il primo del Ciclo di Scuotivento.
Il libro è stato tradotto in italiano da Natalia Callori ed è stato inizialmente pubblicato da Arnoldo Mondadori Editore, prima nel 1989 sulla collana Urania Fantasy e successivamente nel 1991 sulla collana Biblioteca di Fantasy, all'interno de La trilogia del Mondo Disco che comprende anche i due libri successivi della serie, La luce fantastica e L'arte della magia. Nel 1998 è stato pubblicato da TEA sulla collana Teadue. 
A differenza della maggior parte dei libri dello stesso ciclo, questo è diviso in capitoli. Inoltre la narrazione rimane in sospeso alla fine del romanzo, per proseguire nel successivo, La luce fantastica.

## La trama
Il romanzo è ambientato nel Mondo Disco, un mondo immaginario a forma di disco, sorretto da quattro elefanti che poggiano su una gigantesca tartaruga.
Il protagonista è il cinico mago incompetente Scuotivento, involontaria guida dell'ingenuo turista Duefiori e della sua valigia da viaggio magica, il Bagaglio.
Fuggiti dalla città di Ankh-Morpork a causa di un incendio, i due viaggiano per il Disco, che gli dèi usano come tavolo da gioco. Continuando la loro fuga attraverso la montagna rovesciata di Wyrmberg, dimora dei draghi dell'immaginazione, Scuotivento e Duefiori giungono nel paese di Krull; da qui precipitano oltre il Bordo del Disco.

## Continuità
La narrazione continua nel romanzo successivo. Nei successivi libri del ciclo, Pratchett riprende e ridefinisce alcuni personaggi. Lord Vetinari, ad esempio, è fisicamente e caratterialmente diverso da come compare nel resto del ciclo. Alle richieste di spiegazioni da parte dei fan, Pratchett ha risposto "How about: maybe he was Vetinari, but written by a more stupid writer?" (che ne dite di: forse era Vetinari, ma descritto da uno scrittore più stupido?).
.26.

## Riferimenti
Questo romanzo, volutamente ironico, contiene molti riferimenti sia a situazioni classiche della letteratura fantasy che a personaggi o frasi famose in altri ambiti.
Molti dei personaggi e delle ambientazioni del libro, in particolare il primo capitolo, fanno riferimento alla serie di fantasy sword and sorcery di Fritz Leiber con protagonisti Fafhrd e il Gray Mouser; in particolare i personaggi di Bravd e Donnola sono modellati su questi ultimi.
In più occasioni Pratchett fa incontrare Scuotivento e Morte. In una di esse riprende una vecchia e famosa storiella su un uomo che ha appuntamento con la morte, nota in italiano anche per la canzone Samarcanda di Roberto Vecchioni. Pratchett ribalta la situazione svelando subito il colpo di scena finale: Morte spiega il proprio stupore a Scuotivento nel vederlo lontano dal luogo del loro previsto appuntamento e si offre di procurargli un cavallo molto veloce.
Il mostruoso Bel-Shamaroth e i draghi di Wyrmberg parodiano rispettivamente i Grandi Antichi di H. P. Lovecraft e i dragonieri di Pern di Anne McCaffrey.
Nel romanzo compaiono anche citazioni di altre opere: "Ecco un altro bel pasticcio in cui mi hai ficcato" è una frase tipica di Stanlio e Ollio, e "di andare dove nessun uomo [...] era mai giunto prima" è parte della frase di apertura della serie televisiva Star Trek.
Il problema dello smaltimento delle scorie nucleari e l'esperienza di Pratchett, in qualità di addetto all'ufficio stampa per la Central Electricity Generating Board, in tema di centrali nucleari riecheggiano nello smaltimento dei libri di incantesimi.

## Edizione italiana
L'edizione e la traduzione italiana non rispecchiano completamente l'originale inglese: il personaggio di Morte perde la caratteristica di parlare in maiuscoletto e cambia genere, diventando la Morte (aspetti corretti dalla quinta edizione del libro in poi); questo contrasto diventa più evidente nei successivi libri, dove Morte viene chiamato padre, nonno o Bill. Spesso, inoltre, all'interno dello stesso contesto la traduzione non è omogenea, perdendo alcuni riferimenti o giochi di parole: ad esempio il Bordo ("Rim") non viene reso nelle parole composte Rimwards e Rimfall, mentre tra le otto doppie stagioni sono presentate "Spring Prime" (letteralmente prima primavera) e "Primavera Seconda". Nelle prime edizioni a cura Mondadori, c'è anche un significativo errore relativo alle dimensioni del Wyrmberg, la montagna capovolta dove vivono i draghi.

## Adattamenti
Nel 1986 è uscita un'avventura testuale per computer basata sul romanzo.
Nel 1992 la Corgi ha pubblicato una graphic novel su Il colore della magia, adattata da Scott Rockwell e illustrata da Steven Ross. 
Un adattamento televisivo di Il colore della magia e La luce fantastica, dal titolo Terry Pratchett's The Colour of Magic con David Jason nel ruolo di Scuotivento, Sean Astin in quello di Duefiori e Christopher Lee in quello di Morte, è stato prodotto dalla The Mob Film Company per Sky One e trasmesso nel periodo pasquale del 2008.

## Edizioni
- Terry Pratchett, Il colore della magia, traduzione di Natalia Callori, 6ª ed., collana Teadue 605, TEA, 2009,  p. 224, ISBN 88-502-2024-3.
- Terry Pratchett, Il colore della magia, traduzione di Natalia Callori, 5ª ed., collana Teadue 605, TEA, 2003,  p. 174, ISBN 88-7818-267-2.
- Terry Pratchett, Il colore della magia, collana Urania Fantasy, Arnoldo Mondadori Editore, 1989,  p. 160.